# (3569) Kumon
(3569) Kumon es un asteroide perteneciente al cinturón de asteroides, descubierto el 20 de febrero de 1938 por Karl Wilhelm Reinmuth desde el Observatorio de Heidelberg-Königstuhl, Alemania.

## Designación y nombre
Designado provisionalmente como 1938 DN1. Fue nombrado Kumon en honor al educador japonés Toru Kumon.